# Transfamily
Transfamily ist ein Dokumentarfilm aus dem Jahr 2005 von Sabine Bernardi über das Thema Transgeschlechtlichkeit.

## Handlung
Der Film begleitet die beiden Transmänner Louis und Carsten.
Louis lebt seit 17 Jahren mit seiner Freundin Christina zusammen. Als sie sich kennenlernten, lebte er noch als Frau. Der Film erzählt die letzten Stationen dieser Verwandlung, den Kampf mit den Behörden und die standesamtliche Hochzeit des Paars.
Carsten und sein Freund Ralf beziehen gerade ihr gemeinsames Haus und sind mit Renovierungsarbeiten beschäftigt. Als Beamter hat er während seiner Geschlechtsangleichung auf seiner Dienststelle mit offenen Karten gespielt. Er erzählt von seinen Ängsten vor der Reaktion der Kollegen und wie sich seine Situation verändert hat.
Die befreundeten Protagonisten tauschen sich auch vor der Kamera über ihre Erfahrungen mit Penisprothesen und der Entfernung ihrer Brüste aus. Der Ton ihrer Unterhaltung bleibt dabei humorig, fast flapsig, was das Thema Transgeschlechtlichkeit entproblematisiert.

## Kritiken
„Mit konsequenter Stilistik und dramaturgischer Spannung führt uns der Film in eine fremde Welt und lässt uns den Protagonisten sehr nahe kommen. Ein Dokumentarfilm, der schlicht und einfühlsam erzählt und mit dem durchgehenden Optimismus der Menschen, von denen er handelt, überzeugt.“

„Ein erfrischend unprätentiöser und oft humorvoller Film über Louis und Carsten – zwei Männer, die als ‚Biofrauen‘ geboren wurden.“

## Auszeichnungen
- BMW Kurzfilmpreis[3]
- 2005: Aufnahme in den Katalog der AG Kurzfilm[4]

## Festivals
- Pink Apple Filmfestival[5]
- identities – queer film festival[6]
- Feminale[1]
- Regensburger Kurzfilmwoche[7]
- Pryzmat Film Festival[8]